# Bernard de Rijckere
Bernard de Rijckere, ook Bernaert de Rijckere, (Kortrijk, ca.1535 - Antwerpen, 1590) was een Zuid-Nederlands kunstschilder uit de renaissance.

## Biografie
De Rijckere werd rond 1535 geboren in Kortrijk als zoon van edelsmid Dierick de Rijckere en Mayken Van West. Het welgestelde gezin woonde in een pand op de Fruitmarkt in de stad nabij de lakenhalle. Vader de Rijckere genoot aanzien in de stad en was actief als deken in de rederijkerskamer "De Kruisbroeders". In opdracht van de vereniging schilderde Bernard de Rijckere in 1560 De kruisdraging bedoeld voor de Sint-Maartenskerk in Kortrijk. Het schilderij is het vroegst gekende werk van de schilder en bevindt zich vandaag nog steeds in de kerk.
Na de voltooiing van De Kruisdraging verhuisde de Rijckere naar Antwerpen en werd er lid van de Sint-Lucasgilde in 1561. Aan de Antwerpse Sint-Lucasgilde leert hij schilder en kunsthandelaar Anthonis Palermo kennen waarmee hij een vriendschappelijke relatie onderhield. In 1563 huwde hij met Maria Boots en vestigde hij zich in het herenhuis "den Swerten Ruyter" in de Jodenstraat in Antwerpen. Het koppel kreeg samen 5 zonen en 2 dochters waaronder Abraham de Rijckere (°1566), Daniël de Rijckere (°1568) en Maria de Rijckere (°1577). Zijn oudste zonen Abraham en Daniël leidde hij zelf op tot schilders die hem later zouden bijstaan in zijn atelier. Op latere leeftijd trad De Rijckere toe tot de retoricakamer van de Antwerpse Sint-Lucasgilde "De Violieren".
in 1590 overleed Bernard de Rijckere in Antwerpen. Op 3 januari 1590 werd hij begraven in de Onze-Lieve-Vrouwekathedraal in Antwerpen.

## Werken
De Rijckere was een succesvol schilder van landschappen, portretten, mythologische en christelijke taferelen. Onder zijn cliënteel bevonden zich vooraanstaande Antwerpse notabelen waaronder ook Peter Paul Rubens die zijn werk Feest van de Goden in zijn bezit had. Ook in Gent en Kortrijk genoot hij aanzien. Naast zijn originele werken verkreeg de Rijckere veel succes als kopiist van werken van onder meer Frans Floris, Maerten de Vos, Quinten Massijs, Willem Key en Gillis van Coninxloo.

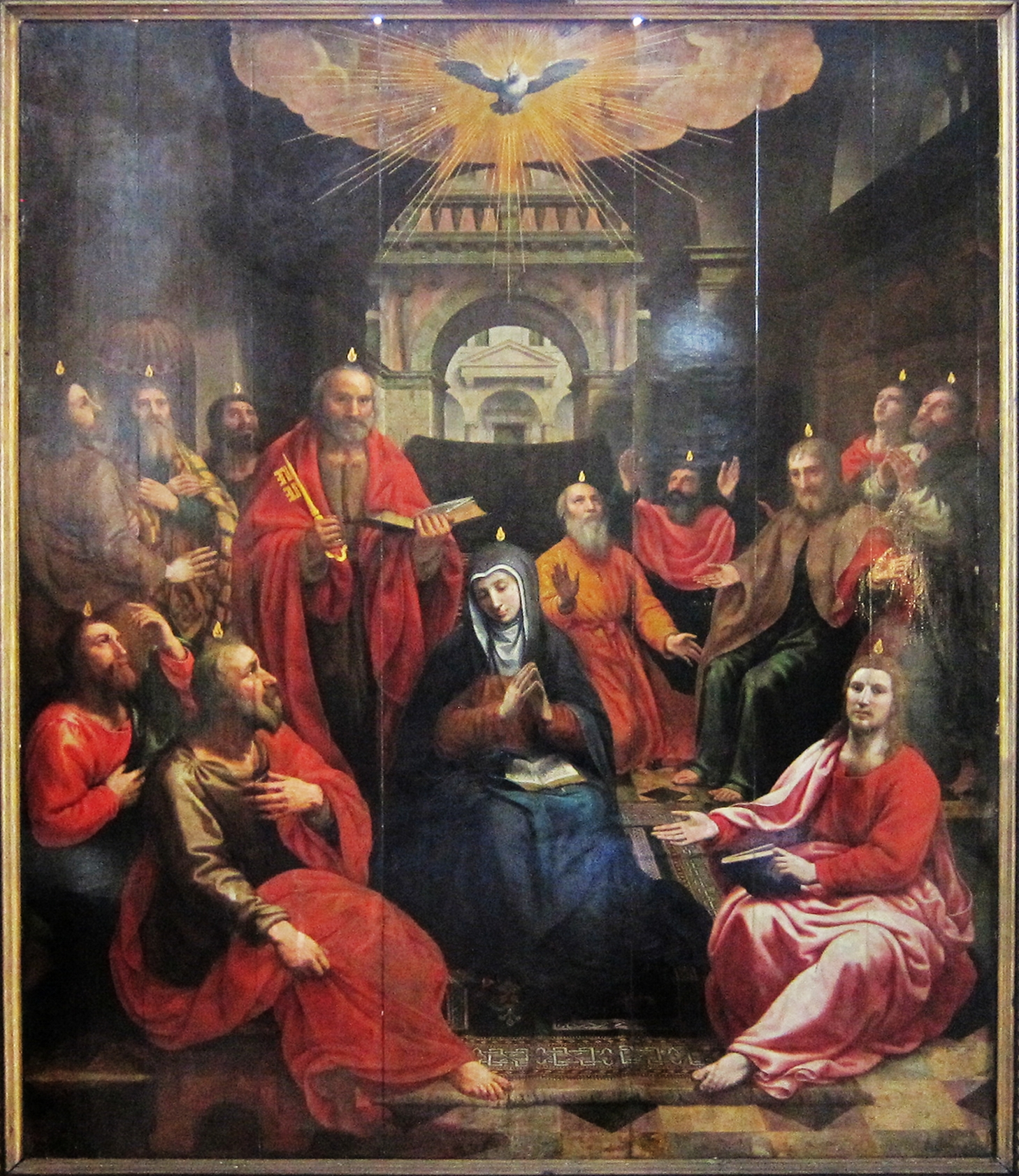
Middenpaneel Triptiek van de Heilige Geest, 1587 (Sint-Maartenskerk Kortrijk)

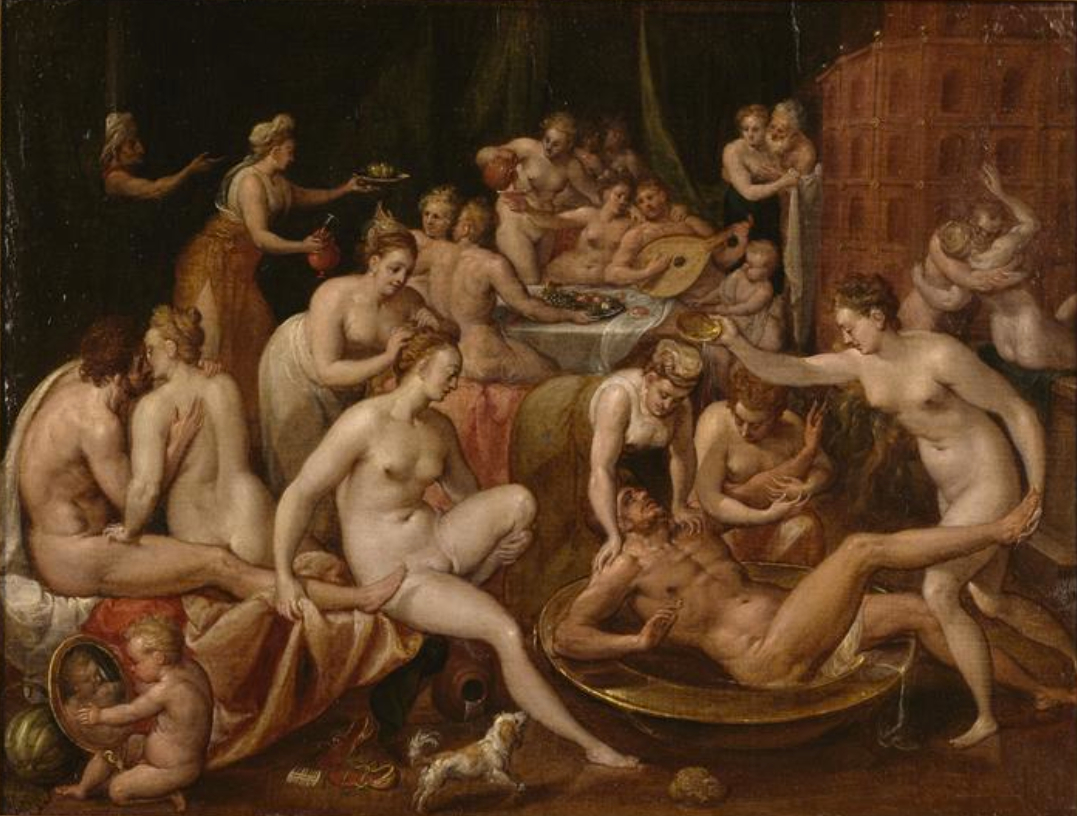
Feest van de Goden, 1570, (Musée des Beaux-Arts de Rennes)

Er wordt aangenomen dat Bernard de Rijckere identiek is aan de kunstenaar Monogrammist B waarvan zich enkele werken zich bevinden in de collectie van het Louvre in Parijs. Op basis van deze veronderstelling werden enkele kunstwerken toegeschreven aan de Rijckere. De Nederlandse Kunsthistoricus Hessel Miedema acht het waarschijnlijker dat Monogrammist B iemand uit zijn omgeving was in plaats van De Rijckere zelf.

#### Toegeschreven werken
- De Kruisdraging, 1560, Sint-Maartenskerk, Kortrijk[4]
- De Dood van Lucretia,1561
- Venus beweent de dode Adonis, 1561, Rijksmuseum, Amsterdam[5]
- Vondst van Mozes, 1562, Nationaal Museum van Warschau, Warschau[6]
- Feest van de goden, 1570, Musée des Beaux-Arts, Rennes
- Portret van Charles della Faille, 1573, Museum van Elsene, Brussel
- Portret van Cécile Gramaye, 1573, Museum van Elsene, Brussel
- Reeks van vijf vrouwenbustes, 1580, Nationaal Museum van Warschau, Warschau[7]
- Diana en Actaeon, 1582, Szépművészeti Múzeum, Boedapest[8]
- Portret van Daniël van der Meulen, 1583, Museum De Lakenhal, Leiden[9]
- Portret van Hester della Faille, 1583, Museum De Lakenhal, Leiden[10]
- Triptiek van de Heilige Geest, 1587, Sint-Maartenskerk, Kortrijk[11]
- Onthoofding van Sint-Matthias, Onze-Lieve-Vrouwkathedraal, Antwerpen
- De Heilige Agnes, Stedelijk Museum Kortrijk, Kortrijk[12]

Monogrammist B
- Portret van een vrouw, 1563, Louvre, Parijs[13]
- Portret van Adriaan Van Santvoort en zijn zonen Guillaume en Adriaen, 1563, Privécollectie[14]
- Portret van Anna van Hertsbeeke en haar dochter Catharina Van Santvoort en zoon Jean-Baptiste Van Santvoort, 1563, Privécollectie[15]
- Portret van een vrouw, 1573, Centraal Museum, Utrecht[16]
- Diana en Actaeon, 1579, Centraal Museum, Utrecht[17]
- Portret van Melchior Cromhuysen[18]
- Portret van Maria Timmerman[19]

- Biografisch Portaal: 37496917
- International Standard Name Identifier: 0000 0003 8820 8115
- Nederlandse Thesaurus van Auteursnamen: 322067219
- RKD-Nederlands Instituut voor Kunstgeschiedenis: 66928
- Union List of Artist Names: 500025497
- Virtual International Authority File: 281313420
- WorldCat: E39PBJwhy9DHwWdM7dYhHCpByd